# Tranvia Udine-San Daniele

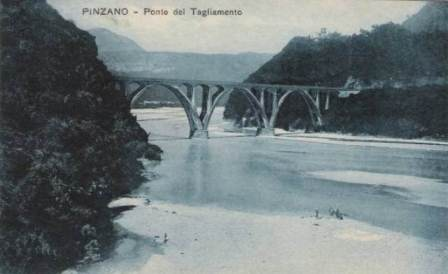
Il ponte sul Tagliamento, predisposto per il prolungamento della tranvia (cartolina d'epoca)

La tranvia Udine-San Daniele, realizzata nella prima metà del Novecento con caratteristiche che l'accomunavano ad una ferrovia, collegò San Daniele del Friuli al capoluogo di provincia fra il 1889 e il 1955. La linea fu un'importante infrastruttura di collegamento tra i due centri e risultò determinante per lo sviluppo economico e culturale di una porzione del Friuli, superando indenne gli avvenimenti bellici di quel periodo.

## Storia
La richiesta di un collegamento diretto di San Daniele con Udine e la ferrovia Pontebbana condusse al progetto di una tranvia promosso dall'ingegnere Karl Neufeldt, il maggiore azionista delle Ferriere di Udine, che già aveva maturato esperienze in campo ferroviario, che fu redatto in collaborazione con l'ingegner Giovanni Stampetta.
Tale progetto fu approvato dalla Provincia e dai Comuni interessati il 26 luglio 1888, autorizzando l'avvio dei lavori. L'impianto fu inaugurato l'anno successivo, il 29 settembre 1889.
Gestita inizialmente dallo stesso Neufeldt, nel 1906 la tranvia passò in capo alla Società Veneta (SV), che già eserciva diversi impianti nella zona e nei cui progetti era previsto un prolungamento della linea fino a Pinzano al Tagliamento, poi non realizzato nonostante la predisposizione già realizzata con il nuovo ponte sul Tagliamento.
Terminata la prima guerra mondiale con pesanti perdite di materiale rotabile e con il rischio di soppressione in conseguenza della necessità di materiale da riutilizzare per la costruzione della ferrovia Calalzo-Dobbiaco, il servizio riprese grazie all'impiego di locomotive tranviarie di seconda mano.
Fra il 1920 e il 1932, anche per affrontare il fenomeno della disoccupazione con la costruzione di opere pubbliche, furono avviati i cantieri dell'auspicato prolungamento verso Pinzano, infine interrotti e definitivamente abbandonati nonostante lo stato avanzato dei lavori, ivi compresi quelli alla stazione di Ragogna.
Nel 1924 alla Società Veneta subentrò nella gestione della linea l'ingegnere udinese Giacomo Cantoni, il quale procedette ad un rinnovo del materiale rotabile allo scopo di diminuire i tempi di percorrenza delle corse.
Tale gestione fu a sua volta rilevata nel 1940 dalla Società Anonima Trasporti Interurbani (SATI).
L'immediato dopoguerra, nel 1946, vide l'imposizione della chiusura del tratto urbano, privando così la tranvia del suo naturale interscambio con la rete ferroviaria e penalizzandone fortemente i traffici. Nel 1947 venne progettata una tranvia che collegasse il Comune di Buia con quello di San Daniele, ma il progetto non andò mai in porto. Ormai seriamente compromessa nelle sue funzionalità e nei bilanci di gestione, la linea passò nuovamente di mano, finendo direttamente in carico alla provincia di Udine nel 1950.
Il minor tempo di percorrenza dell'autoservizio parallelo nel frattempo attivato, data la vetustà del materiale rotabile della tranvia e la mancata volontà di investire nel necessario rinnovo di materiale e impianti, portò in breve tempo alla chiusura della linea, che fu soppressa il 31 ottobre 1955.

## Caratteristiche
| Unknown route-map component "uexLCONTg" |

| Unknown route-map component "uexBHF" |

|  |  | Unknown route-map component "uexABZgl" | Unknown route-map component "uexLCONTfq" |  |

| Unknown route-map component "uexHST" |

| Unknown route-map component "uexWBRÜCKE1" |

| Unknown route-map component "uexHST" |

| Unknown route-map component "uexWBRÜCKE1" |

| Unknown route-map component "uexBHF" |

| Unknown route-map component "uexHST" |

| Unknown route-map component "uexHST" |

| Unknown route-map component "uexBHF" |

| Unknown route-map component "uexHST" |

| Unknown route-map component "uexHST" |

| Unknown route-map component "uexBHF" |

| Unknown route-map component "uexHST" |

| Unknown route-map component "uexBHF" |

| Unknown route-map component "uexHST" |

| Unknown route-map component "uexHST" |

| Unknown route-map component "uexSKRZ-Au" |

| Unknown route-map component "uexHST" |

| Unknown route-map component "uexHST" |

|  |  | Unknown route-map component "uexABZg+l" | Unknown route-map component "uexCONTfq" |  |

| Unknown route-map component "uexBHF" |

| Unknown route-map component "uexHST" |

| Unknown route-map component "uexHST" |

| Unknown route-map component "uexHST" |

| Unknown route-map component "uexKBHFe" |

|  | Unknown route-map component "CONTgq" | Station on transverse track | Unknown route-map component "CONTfq" |  |

|  | Unknown route-map component "CONTgq" | Station on transverse track | Unknown route-map component "CONTfq" |  |

| Unknown route-map component "uexKBHFa" |

| Unknown route-map component "uexWBRÜCKE1" |

| Unknown route-map component "uexBHF" |

|  | Unknown route-map component "exCONTgq" | Unknown route-map component "uexmKRZ" | Unknown route-map component "exCONTfq" |  |

| Unknown route-map component "uexBHF" |

|  |  | Unknown route-map component "uexABZgl" | Unknown route-map component "uexCONTfq" |  |

| Unused urban continuation forward |

| Unknown route-map component "uexKBHFa" |

|  | Unknown route-map component "exCONTgq" | Unknown route-map component "uexmKRZ" | Unknown route-map component "exCONTfq" |  |

| Unknown route-map component "uexHST" |

| Unknown route-map component "uexHST" |

| Unknown route-map component "uexHST" |

| Unknown route-map component "uexBHF" |

| Unknown route-map component "uexHST" |

| Unknown route-map component "uexHST" |

| Unknown route-map component "uexHST" |

|  |  | Unknown route-map component "uexABZg+l" | Unknown route-map component "uexCONTfq" |  |

| Unknown route-map component "uexBHF" |

| Unknown route-map component "uexLCONTf" |

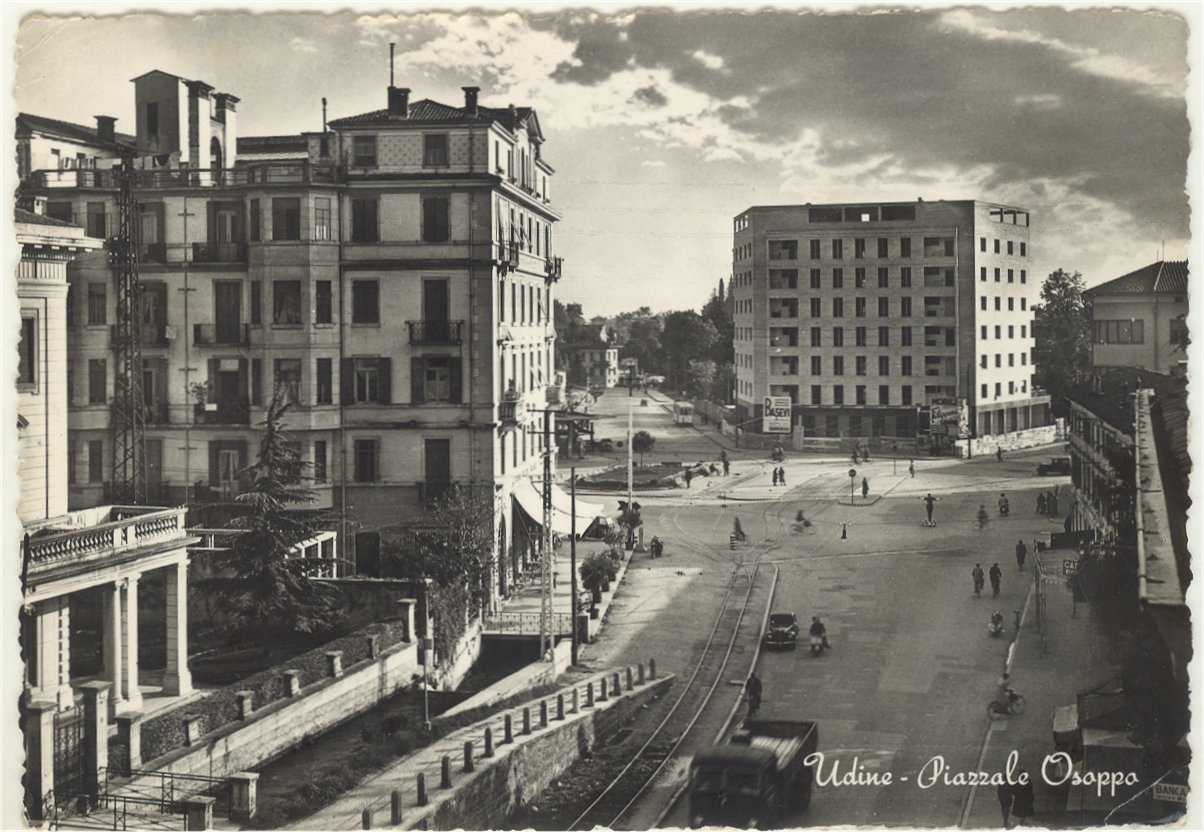
Piazzale Osoppo in una cartolina d'epoca: in primo piano il binario tranviario per San Daniele

Il binario della tranvia, armato con rotaie da 16,6 kg/m, in virtù dello scartamento metrico possedeva raggi di curvatura che scendevano a 30 m. Il tratto da Udine a Martignacco presentava pendenze massime del 20 per mille mentre la seconda parte della linea, fino a San Daniele, vedeva estese livellette che raggiungevano il 25 per mille.
Lasciato il capolinea cittadino in prossimità della stazione ferroviaria, i tram seguivano l'ex cinta muraria fino all'attuale piazzale Osoppo, ov'era ubicata la stazione tranviaria di Udine Porta Gemona, detta anche Udine Nord.
Alcune fermate all'interno del centro consentivano di svolgere in Udine un vero e proprio servizio urbano, fino alla stazione di Udine Porta Gemona: la tratta stazione - piazza Vittorio Emanuele - porta Venezia era presente fin dal 30 marzo 1887 quale prima sezione dell'impianto di tranvie urbane poi gestite dalla Società Friulana di Elettricità. Il binario realizzato fino a Udine Porta Gemona venne in seguito utilizzato, oltre che dai tram urbani, anche dai convogli della medesima società che percorrevano la tranvia Udine-Tricesimo-Tarcento. Una variante di tracciato realizzata alla fine degli anni trenta comportò una diversa uscita del binario per San Daniele rispetto a quello per Tarcento, risultando il primo diretto verso ovest.
La tranvia seguiva in parte il tracciato delle attuali strade provinciali 88, 10, 5 e 66; lungo il tragitto fino a San Daniele si incontravano le località principali di Torreano di Martignacco, Martignacco e Fagagna, servite da altrettante stazioni dotate di tre binari; una quarta stazione intermedia, Rivotta, era dotata di semplice raddoppio di binario. Fra le note caratteristiche dell'ultimo tratto di linea, che attraversava in successione il Corno  ed il canale Ledra, è la sopravvissuta presenza a Giavons del toponimo via della Stazione.
Per il traffico merci venivano usati i classici carrelli mediante i quali era possibile inoltrare lungo il binario tranviario i carri ferroviari a scartamento ordinario, grazie alla presenza di un apposito raccordo presso la stazione di Udine. Fra i centri industriali collegati figurava il Cotonificio Cormor, vero e proprio villaggio industriale realizzato a cura della Anonima Cotonificio Udinese nel 1884 che possedeva una fermata dedicata.

## Materiale rotabile
Per l'esercizio della linea, nel 1889 furono consegnate alla gestione Neufeldt quattro locomotive tranviarie Maschinenfabrik Sigl di nuova costruzione numerate 20÷23 e una, numerata 50, costruita da SLM due anni prima, anch'essa a tre assi come le precedenti. Tali unità erano affettuosamente soprannominate, dalla gente del luogo, le vacje di San Denêl.
Il materiale rimorchiato consisteva in alcune carrozze, sia a due assi che a carrelli, e da diversi carri merci.
Nel 1911 la Società Venetà incrementò il parco locomotive con una sesta unità, la 60, una Henschel a 3 assi col medesimo rodiggio Cn2kT delle precedenti.
Per sostituire le locomotive danneggiate o requisite dall'esercito austriaco, nel primo dopoguerra si fece ricorso a tre unità tranviarie con cabina provenienti dalla tranvia Susegana-Pieve di Soligo, anch'essa in capo alla Società Veneta, che erano state costruite dalle Officine di Saronno su disegni e licenza della Maschinenfabrik Esslingen.
Sotto la gestione di Giacomo Cantoni si ebbe la trasformazione di tre carrozze a carrelli in altrettante automotrici elettriche, con trazione ad accumulatori, con equipaggiamento elettrico era fornito dalla Rognini & Balbo, che potevano trainare una carrozza a carrelli e anche, nei tratti più favorevoli, una a due assi. Tali caratteristici rotabili entrarono in servizio il 7 ottobre 1924 e consentirono un significativo abbassamento dei tempi di percorrenza rispetto alla trazione a vapore, pur non possedendo a loro volta prestazioni eccelse come testimoniato dalla velocità massima di 35 km/h dei convogli composti da motrice e rimorchiata. La ricarica delle batterie avveniva nella stazione di Udine.

### Materiale motore - prospetto di sintesi
| Unità           | Anno di acquisizione | Costruttore          | Tipo                                   | Potenza | Note                                                          |
| --------------- | -------------------- | -------------------- | -------------------------------------- | ------- | ------------------------------------------------------------- |
| 20÷23 (già 1÷4) | 1889                 | Maschinenfabrik Sigl | Locomotive a 3 assi                    | 110 kW  | Fuori uso/alienate al 1918, ad eccezione della 21             |
| 50 (già 301)    | 1889                 | SLM                  | Locomotiva a 3 assi                    | 81 kW   | Ex Compagnie des Tramways de Cherbourg                        |
| 60 (già 302)    | 1911                 | Henschel & Sohn      | Locomotiva a 3 assi                    | 86 kW   |                                                               |
| 71÷73           | 1918                 | Saronno              | Locomotive cabinate di tipo tranviario |         | Ex tranvia Susegana-Pieve di Soligo                           |
| A.10-A.12       | 1924                 | Officine sociali     | Elettromotrici ad accumulatori         | 60 kW   | Ricavate dalla conversione di altrettante carrozze a carrelli |